# Helyem Házam Palotám
A Helyem Házam Palotám egy 2015 óta Budapest XV. kerületében megjelenő helytörténeti értesítő folyóirat.
A folyóirat Rákospalota, valamint az abból alakult vagy ahhoz tartozó városrészek: Pestújhely, Istvántelek, Káposztásmegyer, Újpalota történetével foglalkozik.

## Szerkesztők
A lap alapító főszerkesztője Kiss Emília muzeológus-etnográfus volt 2017-ig, a 2017. évi 2. számtól megbízott főszerkesztője Rátonyi Gábor Tamás helytörténeti kutató.
A szerkesztőbizottság tagjai: Alexa Károly, Döbrössyné Síkfalvi Judit, Kelemen Árpád, Kuczkó Andrea, Németh Gábor, Rátonyi Gábor Tamás, Szunyogh László, Tóth Lajos, Varga Gábor Vargosz, Varga István. A szerkesztőbizottság 2017 óta egy azonos nevű egyesület keretein belül működik, így biztosítva a lap kiadásához szükséges eszmei hátteret és a folyóirat mögött álló helyi civil erőt. A lap szerzői és szerkesztői – akik a kerület lokálpatriótáinak köréből kerülnek ki – munkájukért honoráriumot nem kapnak.

## Kiadása
A lap negyedévente jelenik meg, általában február, május, augusztus és november hónapokban, vagy azokhoz közeli időpontban. Az átlagosan megjelenő példányszám 300. A lap kiadója a Csokonai Kulturális és Sportközpont, felelős kiadója az intézmény vezetője (2017-ig Tóth Lajos, 2018-tól Polyák Edit).

## Tartalma, terjedelme
A lap a mai XV. kerület és elődtelepüléseinek múltjáról jelentet meg írásokat, valamint forrásközléseket. A lap elsősorban monografikus írásokat közöl a további kutatások megkönnyítése érdekében. Egy-egy szám terjedelme általában 50-60 oldal, B5-ös formátumban. A színes borítón kívül fekete-fehér fotókkal és illusztrációkkal jelenik meg. Állandó rovatstruktúra nincs, de az írások közt rendszeresek a helyi értéktár elemeit bemutató cikkek, valamint a Rákospalotai Múzeumban őrzött műtárgyak bemutatása. A lap egyes számai általában nem tematikusak, bár az írások közt rendszerint van az adott negyedév évfordulóihoz kapcsolódó cikk. Az eddigi egyetlen tematikus szám az 1956-os forradalom helyi vonatkozásait bemutató, emlékeit felidéző 2016 novemberi (4.) lapszám.

## Helye a fővárosi helytörténeti szakirodalomban
Budapesten számos helytörténeti tematikájú folyóirat jelenik meg. Ide tartozik a már megszűnt Budapesti Negyed, az 1945 óta többször megszüntetett, majd újraindult (jelenleg is megjelenő) Budapest folyóirat, az 1932–2009 között megjelent Tanulmányok Budapest múltjából és az 1889–2014 közt kiadott Budapest régiségei is. A helytörténeti mozgalom, intézményhálózat híreiről a Budapesti Honismereti Társaság Városunk című bulletinjében tájékoztat.
A kerületekben már kevesebb kifejezetten történeti folyóirat létezik, bár a helyi lapokban rendszerint állandó rovat vagy cikksorozat részét képezheti a helytörténeti tematika. 1994 óta jelenik meg az Újpesti helytörténeti értesítő, a XII., XIII., XIV. és XVI. kerületekben pedig könyvsorozatokban dolgozzák fel a városrészek múltját. Kerületi helytörténeti folyóirat tehát csak két helyen: a IV. és XV. kerületekben jelenik meg.